# Petra Dorrestijn
Petra Dorrestijn (Breezand, 26 juni 1969) is een presentatrice voor de Noord-Hollandse televisiezender RTV Noord-Holland.

## Opleiding
Petra Dorrestijn zat van 1987 tot 1991 op de school voor journalistiek in Utrecht. Ze heeft daarbij stage gelopen bij Noordhollands Dagblad, het programma Stop de Persen en Studio Sport.

## Televisiewerk
Na het afronden van haar studie bleef Petra nog een paar jaar bij Studio Sport werken. In 1995 kwam Petra terecht bij FilmNet om als presentator en verslaggever te gaan werken. Een jaar later vertrok zij naar de Nederlandse televisiezender Sport 7 om als sportverslaggever te gaan werken.  Na Sport 7 ging ze naar RTL 5 om Voetbal in het land te presenteren, een programma dat gaat over amateurvoetbal in Nederland. In 2000 presenteerde ze tijdelijk Late Night Magazine op Net5. Daarnaast was ze van 1997 - 1999 freelance presentator van Brabant Nieuws bij Omroep Brabant televisie.
Van 2000 tot 2012 presenteerde ze op RTV Noord-Holland verschillende programma's op radio en televisie. Naast NH-nieuws en NH-sport was ze jarenlang het gezicht van het opsporingsprogramma Ter Plaatse. Als nieuwslezer was zij te horen bij Veronica FM, Yorin en CAZ!. Daarnaast was zij jarenlang voice-over van het RTL-nieuws en Eurosport.